# Notoplax brookesi
Notoplax brookesi är en blötdjursart som beskrevs av Edwin Ashby 1929. Notoplax brookesi ingår i släktet Notoplax och familjen Acanthochitonidae. Inga underarter finns listade i Catalogue of Life.